# As Pequenas Memórias
As Pequenas Memórias é uma obra de José Saramago publicada em 2006. É, sem rigor cronológico, a autobiografia do escritor José Saramago.
Mais do que fazer literatura, embora em As pequenas memórias se encontre o germe de muitos dos seus romances, a exemplo de Todos os nomes (1997) - na busca obstinada pela data da morte do irmão -, trata-se de um desafio para o escritor que, aos 84 anos, professo em cavernas, arquivos e evangelhos, se concentra na época compreendida entre os quatro e os quinze anos de sua vida e fala, não do escritor, mas da pessoa e do modo de entender o mundo.
No começo da obra, Saramago diz:
```
«Deixa-te levar pela criança que foste».
```

## Uma infância dura e humilde
Saramago rememora sua mãe, ao terminar o inverno, penhorando os cobertores da casa, para reavê-los quando "os primeiros frios começavam a apertar". O pai, policial em Lisboa, sempre teve de sublocar ou dividir cômodos para morar com a família: "Minha família era muito humilde. O fato de o meu pai ser funcionário público não significava que recebesse um bom salário. (…)Até meus 14 anos não pudemos ter sequer um pequeno apartamento para nós três." Ainda sobre sua mãe, conta que ela sofreu "muitíssimo" e possivelmente não quisesse se apegar demais ao "filho vivo", para não agonizar nova perda. Durante entrevista para a revista Entre Livros, Saramago revela uma passagem que não confessa no livro: quando sua mãe se referia a ele como "um menino muito bonito, corado e muito bondoso, doía em mim. Porque eu era um menino triste e pálido. E cada vez que pedia um beijo a ela, tinha de implorar muitas vezes, e quando ela dava era assim, rápido, seco."
Sobre o seu pai, ele diz que a influência da vida na cidade, "em questões relacionadas a seu trabalho, a sua conduta sexual etc. fazia com que o ambiente da casa não fosse são". Sobre os avós diz que eram "muito boa gente, mas muito simples: "Eram camponeses analfabetos". Descreve o avô, no livro, como filósofo "porque para mim era uma figura transcendente, uma pessoa alta, erguida, e eu me pareço muito com ele." Conta que o avô se despediu das árvores do sítio abraçando-as uma por uma, quando sentiu que ia morrer: "E fez isso chorando. Estava se despedindo."